# 余中先

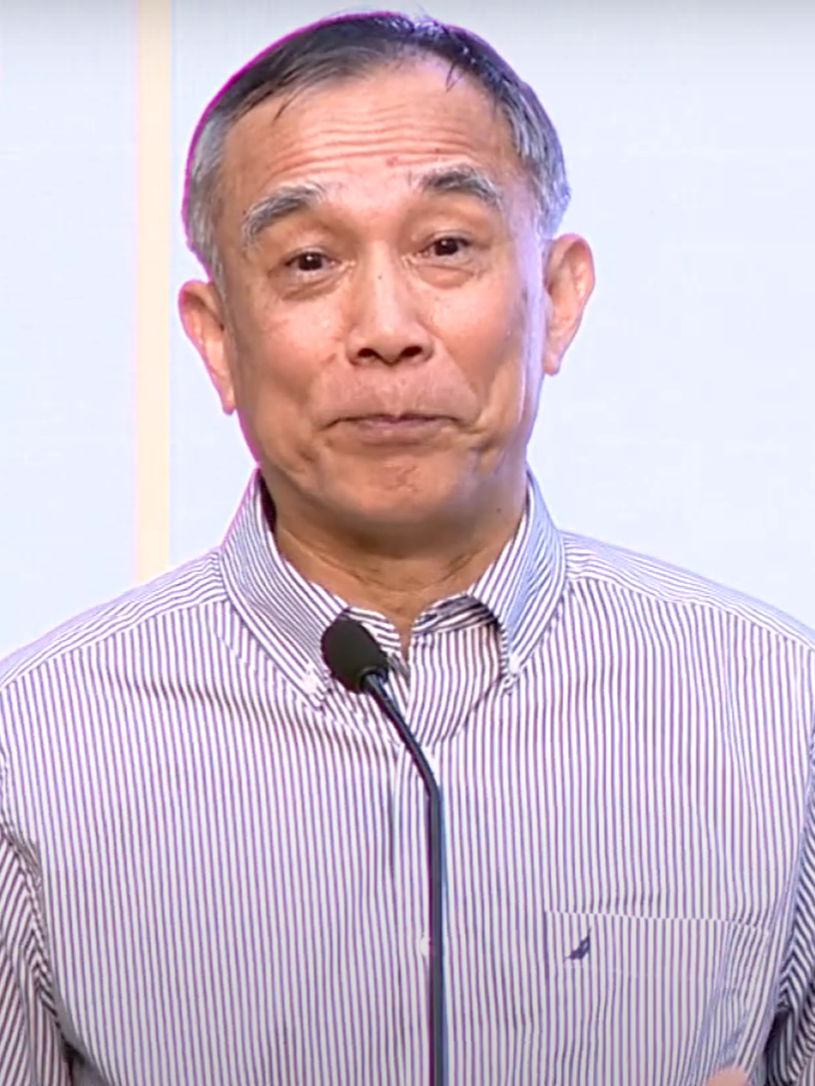
2024年的余中先

余中先（1954年8月26日—），浙江寧波人，中华人民共和国法國文學研究者、翻譯者、教師，隨筆作家，文學編輯，現任職務職稱是中國社會科學院外國文學研究所編審、中國社會科學院外國文學研究所所辦刊物《世界文學》主編、中國社會科學院研究生院外國文學系博士生導師。
寧波市第五中學（初中，1970年）、浙江省嘉興農業學校農作班（中專，1976年）畢，做過2年浙江省農業科學院土壤肥料研究所技術員，北京大學西方語言文學系法語專業本科（1982年）、碩士研究生（導師陈占元，1984年）畢，1988年公費留學巴黎第四大學，1993年得文學哲學博士學位，歷任副編審（副高級職稱）、編審（正高級職稱）。
政治面貌是中國共產黨黨員。
2007年4月24日，因其在「翻譯工作所作重要貢獻」，法國文化部向其頒發藝術與文學勳章騎士勳位。
曾獲邀到法國（1997年、2000年、2010年各3個月）和台灣（2009年5天）訪問，做文化交流。
譯書、著書超過40種。
2018年凭借译作《潜》获第七届鲁迅文学翻译奖。

## 外部連結
- 中国社会科学院外国文学研究所外国文学网余中先简历
- 法国驻华使馆向余中先先生授文艺骑士勋章仪式[永久]
- 余中先博客 （页面存档备份，存于）
- 余中先微博 （页面存档备份，存于）
- 余中先豆瓣小站 （页面存档备份，存于）